# Сиссе, Калифа
Калифа́ Сиссе́ (фр. Kalifa Cissé; 9 января 1984, Дрё, Эр и Луар, Франция) — малийский футболист, выступавший на позициях центрального защитника и полузащитника оборонительного плана.

## Карьера

### Клубная карьера
Сиссе — воспитанник клуба «Тулуза».
Профессиональную карьеру Сиссе начал в чемпионате Португалии: в клубе «Эшторил-Прая» в сезоне 2004/05. Его профессиональный дебют состоялся 30 января 2005 года в матче против «Униан Лейрия».
Летом 2005 года, после выбывания «Эшторила» в нижний дивизион, Сиссе перешёл в «Боавишту». За клуб из Порту дебютировал 20 августа в матче первого тура сезоне 2005/06 против «Витория Сетубал».
16 мая 2007 года Сиссе перешёл в клуб английской Премьер-лиги «Рединг» за £1 млн. Дебютировал за «Рединг» 15 августа в матче против «Челси». 29 декабря в матче против «Тоттенхэм Хотспур» забил свой первый гол в профессиональной карьере. 23 января 2009 года Сиссе подписал с «Редингом» новый контракт до 2011 года.
В июле 2010 года Сиссе перешёл в «Бристоль Сити», подписав двухлетний контракт. Дебютировал за «зарянок» 28 августа в матче против «Ипсвич Таун». 21 января 2012 года в матче против «Донкастер Роверс» забил свой первый гол за «Бристоль Сити».
В июле 2012 года проходил просмотр в «Болтон Уондерерс».
19 ноября 2012 года Сиисе подписал контракт с клубом MLS «Нью-Инглэнд Революшн». В американской лиге дебютировал 10 марта 2013 года в матче против «Чикаго Файр».
В октябре 2013 года Сиссе присоединился к «Дерби Каунти» на бесконтрактной основе после успешного просмотра. Дебютировал за «баранов» 9 ноября в матче против «Шеффилд Уэнсдей». 18 ноября «Дерби Каунти» подписал с Сиссе краткосрочный двухмесячный контракт. В январе 2014 года Сиссе покинул «Дерби Каунти».
В 2014—2017 годах выступал в чемпионате Таиланда: за «Бангкок Юнайтед», «Бангкок Гласс» и «БЭК Теро Сасана».
28 июня 2018 года Сиссе подписал однолетний контракт с клубом чемпионата Австралии «Сентрал Кост Маринерс». В январе 2019 года Сиссе завершил футбольную карьеру.